# Victor Sikora
Victor Tadeusz Sikora (* 11. dubna 1978, Deventer, Nizozemsko) je bývalý nizozemský fotbalový záložník a reprezentant polského původu. Část své kariéry strávil v nizozemském klubu AFC Ajax, s nímž získal v sezóně 2003/04 titul v nizozemské lize. Mimo Nizozemsko působil na klubové úrovni v USA a Austrálii.

## Klubová kariéra
Sikora působil v klubech Go Ahead Eagles, Vitesse, AFC Ajax, SC Heerenveen, NAC Breda (všechny Nizozemsko), FC Dallas (USA), Perth Glory FC (Austrálie).

## Reprezentační kariéra
V A-mužstvu Nizozemska debutoval 28. 2. 2001 v přátelském utkání v Amsterdamu proti týmu Turecka (remíza 0:0).
Celkem odehrál v letech 2001–2002 v nizozemském národním A-mužstvu 6 zápasů, gól nevstřelil.